# オクタデカナール
オクタデカナール（英語: octodecanal）または、ステアリルアルデヒド（英語: stearyl aldehyde）は、化学式が C18H36O で表される長鎖アルデヒドである。数種の昆虫がフェロモンとして使用している。